# Frederico de Brandemburgo-Bayreuth
Frederico, Marquês de Brandemburgo-Bayreuth (Weferlingen, 10 de maio de 1711 – Bayreuth, 26 de fevereiro de 1763) foi um membro da Casa de Hohenzollern e Marquês de Brandemburgo-Bayreuth.
Era o filho mais velho de Jorge Frederico Carlos, Marquês de Brandemburgo-Bayreuth-Kulmbach, e de sua esposa Doroteia de Schleswig-Holstein-Sonderburg-Beck.

## Casamentos e descendência
Frederico casou-se duas vezes:
- 20 de novembro de 1731 com Guilhermina da Prússia.[1] Tiveram uma filha:
  - Isabel Frederica Sofia de Brandemburgo-Bayreuth. Casada com o duque de Württemberg.
- 20 de novembro de 1731 com Sofia Carolina de Brunsvique-Volfembutel.